# Ruthton, Minnesota
Ruthton, Minnesota (енгл. Ruthton) град је у америчкој савезној држави Минесота.

## Демографија
По попису из 2010. године број становника је 241, што је 43 (-15,1%) становника мање него 2000. године.
| Група             | 2000.       | 2010.       |
| Белци             | 277 (97,5%) | 237 (98,3%) |
| Афроамериканци    | 3 (1,1%)    | 0 (0,0%)    |
| Азијати           | 1 (0,4%)    | 0 (0,0%)    |
| Хиспаноамериканци | 0 (0,0%)    | 2 (0,8%)    |
| Укупно            | 284         | 241         |